# اسندویل (تنسی)
اسندویل(به انگلیسی: Sneedville) شهری در ایالت تنسی کشور ایالات متحده آمریکا است که جمعیت آن در سرشماری سال ۲۰۱۰ میلادی، ۱٬۳۸۷ نفر بوده‌است.